# Союз писателей Республики Марий Эл
Союз писателей Республики Марий Эл (мар. Марий Эл Республикысе писатель-влакын ушем) — творческий союз, объединяющий литераторов Республики Марий Эл. Является региональным отделением Союза писателей России.

## История
16 марта 1926 года была создана Марийская ассоциация пролетарских писателей (МАПП). В её составе: председатель правления — А. Эшкинин, члены — М. Шкетан, М. Иванов-Батрак. В 1932 году была ликвидирована РАПП (Российская ассоциация пролетарских писателей), возник Союз советских писателей.
23 апреля 1932 года был образован Марийский оргкомитет Союза писателей как отделение писательской организации Горьковского края. В составе: председатель правления — П. Карпов-Пӱнчерский, члены — С. Краснов-Элнет, П. Мокеев, К. Коряков.
В 1934 году с образованием Союза писателей СССР Марийский оргкомитет Союза писателей был преобразован в Марийское областное отделение Союза писателей СССР (Союз писателей Марийской автономной области). В годы сталинских репрессий почти все члены Союза были арестованы, многие писатели (С. Чавайн, Ш. Осып, Н. Мухин, О. Ипай, Г. Эвайн и другие) были расстреляны.
19 мая 1939 года состоялось организационное заседание Оргкомитета Союза советских писателей Марийской АССР, был образован Союз писателей МАССР. На заседании присутствовали представитель Марийского обкома ВКП(б) Платов, литераторы С. Николаев, Г. Ефруш, М. Кузнецов, М. Казаков. Председателем собрания был Платов, а секретарём — М. Казаков. На этом собрании впервые был выбран ответственный секретарь (председатель) марийского Союза писателей, им стал С. Николаев.
16—18 декабря 1939 года в Йошкар-Оле состоялось I Республиканское совещание писателей Марийской АССР. Ответственным секретарём совещания был писатель С. Николаев, в состав президиума входили Г. Ефруш, С. Николаев, М. Казаков, Дим. Орай, В. Сузы и другие, в состав секретариата — И. Антонов, Ю. Петров, М. Казаков.
К концу 1941 года из 15 членов Союза писателей республики 13 стали фронтовиками. Участниками Великой Отечественной войны стали многие марийские писатели, среди них: М. Казаков, С. Вишневский, Г. Матюковский, М. Майн, А. Ток, Н. Ильяков, В. Чалай, В. Сузы, Б. Данилов, В. Юксерн, М. Калашников и другие В годы войны в боях за Родину пали А. Айзенворт, С. Эчан, Г. Ефруш, Пет. Першут, Ш. Булат, В. Элмар, П. Лашманов; начинающие литераторы И. Ямбулатов, В. Вайшев, Т. Азманов, М. Очетов, Д. Вурс-Соловьёв, О. Искандаров и др.
29—30 августа 1958 года в республике прошёл I съезд писателей Марийской АССР, на котором присутствовали более 30 литераторов республики. Председателями съезда были В. Столяров, Н. Лекайн, С. Николаев, секретарями — М. Калашников, В. Чалай, В. Сузы. С тех пор съезды Союза писателей Марийской АССР проводились каждые 5 лет (до 1983 года).
В 1957 году было учреждено почётное звание «Народный писатель Марийской АССР», первым его был удостоен Н. Лекайн; в 1960 году — «Народный поэт Марийской АССР», первым награждённым стал М. Казаков. В 1968 году учреждена премия Марийского комсомола в области литературы и искусства (ныне — Государственная молодёжная премия Республики Марий Эл в области литературы, культуры и искусства им. О. Ипая), первым лауреатом которой стал В. Колумб; в 1970 году — Государственная премия Марийской АССР в области литературы (ныне — Государственная премия Республики Марий Эл им. С. Г. Чавайна), первым лауреатом в 1972 году стал Г. Матюковский.
В 1970—1980-е годы марийский Союз писателей проводит большую работу по установлению творческих контактов с писателями братских республик СССР. Проводятся Дни марийской литературы и искусства в Чувашии, Татарстане, Москве и других городах.
Союз писателей Марийской АССР (Марийской ССР) с образованием Республики Марий Эл в 1992 году реорганизован в Союз писателей Республики Марий Эл. Председатель правления — И. Горный. Своеобразием литературной жизни Республики Марий Эл является то, что художественные произведения создавались и создаются не только на марийском языке. В республике жили чувашский литературовед М. Сироткин, удмуртские поэты и писатели М. Прокопьев, И. Шкляев, Ашальчи Оки (Л. Векшина), И. Михеев, погибшие на войне татарские поэты Г. Курмаш, М. Гаязов.

## Современность
В настоящее время Союз писателей Республики Марий Эл является региональным отделением Союза писателей России. С 2010 года им руководит Светлана Архипова. За более чем 85 лет развития в Союз принято 155 человек, ныне членами организации являются более 60 профессиональных литераторов Марий Эл.
Основные цели деятельности марийского Союза писателей — защита прав и интересов писателей Марий Эл, развитие национальной культуры, творческое содружество литераторов. Для работы с молодёжью проводятся конкурс «Литературная смена», семинар-совещание «Литературная осень» (1 раз в 2 года). Произведения литераторов публикуются в альманахах «Дружба» и «Эрвий».

10 декабря 2024 года в рамках Марий тиште кече – Дня марийской письменности в Марийском национальном театре драмы имени М. Шкетана прошло торжественное мероприятие, посвящённое 90-летию Союза писателей Республики Марий Эл. В рамках мероприятия были вручены почётные грамоты и благодарности Главы Республики Марий Эл, Государственного Собрания Марий Эл, Администрации города Йошкар-Олы, Союза писателей России и других.
«Сегодня нашей писательской организации — 90 лет. За это время созданы лучшие произведения наших классиков Чавайна, Шкетана, Йывана Кырли, Аркадия Крупнякова и многих-многих писателей. Нас знают и российские читатели и за рубежом.Творить и дарить достойные произведения для народа — высокая миссия писателя. Мы ценим, что писатели Республики Марий Эл — настоящие творцы, способные увлечь читателей, и они выполняют предназначение писателя — сеять доброе, разумное, вечное. Уважаемые писатели, примите искренние поздравления с юбилеем. Желаю всем крепкого здоровья, новых литературных побед», — Светлана Архипова, председатель Союза писателей Марий Эл   
От имени Союза писателей России поздравил и вручил награды российской писательской организации некоторым писателям Марий Эл  генеральный директор Союза Василий Дворцов. В тот же день состоялось подведение итогов XI Республиканского конкурса «Книга года Марий Эл — 2024». В частности, в номинациях конкурса были объявлены победители: лучшая книга на марийском языке — А. И. Мокеев «Улам ХХ курымын эргыже: поэзий аршаш»; лучший поэтический сборник — Г. Ояр «Припадаю к истокам: книга поэзии»; лучшая книга художественной прозы — Н. А. Кропинов «Деревенские: повести и рассказы»; лучшая книга для детей и юношества — В. Г. Егоров «Пöршанше ломбыгичке»; лучшая книга патриотической тематики — серия книг «Воины Отечества» (автор — Д. Рычкова).

## Председатели
| по | Председатели | Годы руководства |
| -- | --- | ---------------- |
| 1  | Андрей Карпович Эшкинин, председатель правления Марийской ассоциации пролетарских писателей (МАПП)                                                                            | 1930—1932        |
| 2  | Прокопий Карпов-Пӱнчерский (Карпов Прокопий Карпович), ответственный секретарь Марийского Оргкомитета Союза советских писателей, Союза писателей Марийской автономной области | 1932—1937        |
| 3  | Василий Патраш (Петухов Василий Михайлович), ответственный секретарь Союза писателей МАО                                                                                      | 1937—1938        |
| 4  | Сергей Николаевич Николаев, председатель Оргкомитета, ответственный секретарь Союза писателей Марийской АССР                                                                  | 1939—1947        |
| 5  | Миклай Казаков (Казаков Николай Иванович), ответственный секретарь Союза писателей МАССР                                                                                      | 1948—1950        |
| 6  | Геннадий Иванович Матюковский, ответственный секретарь Союза писателей МАССР                                                                                                  | 1950—1953        |
| 7  | Семён Алексеевич Вишневский, ответственный секретарь Союза писателей МАССР | 1953—1958        |
| 8  | Сергей Николаевич Николаев, председатель правления Союза писателей МАССР | 1958—1968        |
| 9  | Вениамин Михайлович Иванов, председатель правления Союза писателей МАССР | 1968—1971        |
| 10 | Геннадий Иванович Матюковский, председатель правления Союза писателей МАССР                                                                                                   | 1971—1973        |
| 11 | Василий Юксерн (Столяров Василий Степанович), председатель правления Союза писателей МАССР                                                                                    | 1973—1983        |
| 12 | Миклай Рыбаков (Рыбаков Николай Фёдорович), председатель правления Союза писателей Марийской АССР / Марийской ССР                                                             | 1983—1991        |
| 13 | Иван Горный (Тарьянов Иван Иванович), председатель правления Союза писателей Республики Марий Эл                                                                              | 1992—1997        |
| 14 | Василий Васильевич Крылов, председатель правления, председатель правления Союза писателей РМЭ                                                                                 | 1997—2010        |
| 15 | Светлана Григорьева-Сото (Архипова Светлана Дмитриевна), председатель правления Союза писателей РМЭ                                                                           | С 2010 по н. вр. |

## Адрес
г. Йошкар-Ола, ул. Красноармейская, д. 44 (в здании МарНИИЯЛИ)